# Fok jou!
Fok Jou! is een tv-drama in vijf afleveringen, uitgezonden bij de NPS in maart/april 2006.

## De serie
Het vertelt in vijf afleveringen het verhaal van de veertienjarige Anna die via een reeks van incidenten met loverboys en straatvrienden in de jeugdgevangenis terechtkomt. Met een fatale dag die begint met een zelfmoord als leidraad wordt haar leven gereconstrueerd en gezocht naar antwoorden.
De serie werd door de NPS ontwikkeld als jeugdserie maar de netmanager van de publieke omroep koos ervoor om het om 23.10 uur, na NOVA te programmeren. Noodgedwongen werd het concept aangepast en het internet gebruikt om met een virale campagne toch de doelgroep te bereiken; de dag van uitzending werden de afleveringen om 19.30 uur al online gezet. Dit heeft geresulteerd in een grote groep vaste kijkers die de serie zowel in delen op hun mobiele telefoon downloadde alswel de afleveringen online bekeken. Ondanks het late tijdstip wist Fok Jou! toch een behoorlijk marktaandeel te veroveren.
Fok Jou! is nog steeds online te kijken en zal vanaf 4 januari 2007 op een ander tijdstip worden herhaald bij de NPS.

## Samenvatting
Anna is een veertienjarige puber waar weinig land mee lijkt te bezeilen. De straat lonkt en haar vrienden en de tv beheersen haar leven. Anna kijkt niet vooruit of achteruit; ze leeft van moment tot moment en doet alles wat in haar opkomt, ongeacht de gevolgen. De rand van de afgrond voelt voor haar het veiligst; de straat is tenminste overzichtelijk; vriend of vijand, ja of ja. Vrijheid is nog altijd beter dan school en gezeik van thuis. Beltegoed en vrienden. Dat is alles wat je nodig hebt op straat.
Dit is een dag in Anna's leven die ze nooit zal vergeten. Vanaf vandaag zal alles anders zijn. Veertien lentes jong en al acht maanden in jeugddetentie omdat er te weinig opvang is voor lastige pubers die over de schreef gaan. Beschermd tegen loverboys en drugsdealertjes, door de kinderrechter tussen vier muren geplaatst, tussen jeugddeliquenten. Anna is een overlever, maar ze weet dat het er nu op aan komt. Vandaag moet Anna aan de kinderrechter laten zien dat ze niet in de gevangenis thuishoort, maar gewoon bij haar moeder in huis kan wonen; net als vroeger. Ze bereidt zich mentaal voor op haar vrijlating, maar uitgerekend vandaag begint de dag noodlottig; een vriendin in de jeugdinrichting berooft zich van het leven. Dit nieuws heeft een verwoestend effect op Anna en ze heeft last van schuldgevoel. De rit naar de rechtbank lijkt eindeloos te duren en onderweg denkt ze terug aan het moment dat haar problemen begonnen. Was het haar vriendje Mo die haar meesleurde de nacht in? Of haar hartsvriendin Dulcie die nu waarschijnlijk ergens achter een raam zit? Of misschien haar alleenstaande moeder Joyce die het ook allemaal maar probeert te bolwerken? Anna zoekt overal naar een betekenis van alles wat is voorgevallen en komt uiteindelijk bij zichzelf uit.

## Team
- Regie: Hanro Smitsman
- Scenario: Franky Ribbens
- Dramaturgie: Sandra Beerends
- Producent: Marina Blok voor de NPS, Motel Films

Muziek:
- Merlijn Snitker
- Chrisnanne Wiegel
- Melcher Meirmans

### Cast
- Sharita: Talisia Misiedjan
- Anna: Rosita Wolkers
- Joyce: Camilla Siegertz
- Eva: Titia Hoogendoorn
- Dulcie: Sanguita Akkrum
- Cleo: Kiki Goene
- Mohammed: Fouad Mourigh
- Frans: Barry Atsma
- Nelleke: Rosa Reuten
- Jacob: Gustav Borreman
- Khalid: Abdullah El Baoudi
- Lefty: Sergio IJssel
- Kinderrechter: Leny Breederveld
- Advocaat: Maike Meijer
- Gezinsvoogd: Anita Donk